# Рон Ковик
Рон Ковик (енгл. Ron Kovic; рођен у Ледисмиту, држава Висконсин, САД, 4. јула 1946. године) је амерички антиратни активиста, ветеран и писац који је остао инвалид у Вијетнамском рату.
Одрастао је у породици врло побожних и строгих родитеља. Има још неколико браће и сестара. Као младић био је изванредан рвач и добар ученик. Пријављује се као добровољац и одлази у Вијетнамски рат. Бива одликован Бронзаном звездом и највишим америчким одликовањем за храброст у првим борбеним линијама - Пурпурним срцем. Оно што је видео на ратишту међутим одударало је од онога што се причало кући.
Дана 20. јануара 1968. бива рањен те остаје парализован и без гениталија. Следи дуги тешки опоравак по болницама у нељудским условима. Проналазећи кривца за своју несрећу постаје антиратни активиста. Бива тучен, изложен порузи, репресији, али постаје и један од симбола антиратних протеста.
Своју аутобиографију у којој описује своје страдање и делимично страдање народа Вијетнама објављује под именом Рођен 4. јула. Ово дело је пренето на филмско платно 1989. године са Томом Крузом у главној улози.